# Rayburn House Office Building
Rayburn House Office Building (w skrócie zwany też RHOB) jest jednym z budynków przeznaczonych na biura dla członków Izby Reprezentantów Stanów Zjednoczonych i ich personelu i z racji tego oraz usytuowania tuż przy Kapitolu zaliczany jest do kompleksu Kapitolańskiego. Nazwany został na cześć wieloletniego spikera Izby, Sama Rayburna (demokraty z Teksasu). Jest ulokowany między South Capitol Street a First Street w południowo-zachodnim Waszyngtonie.

## Historia
W marcu roku 1955 ówczesny spiker, wspomniany wyżej Sam Rayburn, podpisał dokument, na mocy którego miano wybudować trzeci gmach na zaplecze dla kongresmanów (istniejącymi były Longworth House Office Building, nazwany na cześć innego byłego spikera Nicholasa Longwortha i Cannon House Office Building, nazwany na cześć spikera Josepha Gurneya Cannona. Potem wybudowano O’Neill House Office Building nazwany na cześć spikera Tipa O’Neilla oraz Ford House Office Building, nazwany na cześć byłego prezydenta i lidera mniejszości Geralda Forda).
RHOB został oficjalnie otwarty na początku roku 1965, dając pomieszczenia na biura dla 169 kongresmanów.

## Wydarzenia z roku 2006
Dnia 26 maja 2006 roku do waszyngtońskiej policji wpłynęło doniesienia o odgłosach strzałów, usłyszanych w garażu RHOB. Policja natychmiast otoczyła teren i zaczęła przeszukiwać wnętrze budynku, do którego nikt w owym czasie nie mógł wejść, ani z niego wyjść. Zatrzymano ruch na całym Kapitolu a turystów zgrupowano w jednym miejscu. Do tej pory nie wiadomo właściwie, co się tam zdarzyło, choć RHOB został na powrót otwarty. Brak oficjalnych doniesień o zabitych czy rannych. Wedle niektórych omyłkowo wzięto za strzały odgłosy z sąsiedniej budowy albo wybuch fajerwerków. Inni zaś twierdzili, że faktycznie doszło tam do strzelaniny.
Policja nie wydała jeszcze oświadczeń z wyjaśnieniami w tej sprawie.

### Ciekawostka
Natychmiast po ogłoszeniu ostatnich wydarzeń internet zalała fala nie tylko spekulacji (np. samobójstwo lobbysty, którzy mają wolny dostęp do Kapitolu, pojawiający się w kontekście ostatnich afer korupcyjnych), ale i dowcipów, także w Polsce. Jeden z rodzimych brzmiał: kilku gubernatorów próbowało popełnić samobójstwo na wieść o zniesieniu wiz dla Polaków. Tym domniemaniom i żartom wyraźnie sprzyjał temu brak ściślejszych informacji.